# تشارلي باساريل
تشارلي باساريل (بالإنجليزية: Charlie Pasarell)‏ مواليد 12 فبراير 1944 في سان خوان، بورتوريكو. هو لاعب كرة مضرب أمريكي سابق ومؤسس ومدير بطولة إنديان ويلز للماسترز، كما وصل لعشر مرات إلى تصنيف العشرة الأوائل لكرة المضرب في الولايات المتحدة، وأعلى ترتيب وصل له كان في عام 1966 حيث وصل للمركز (11) عالمياً. بدأ مسيرته كمحترف عام 1968 وكناشئ عام 1960، اعتزل اللعب في عام 1979.

## روابط خارجية
- تشارلي باساريل على موقع رابطة محترفي التنس (الإنجليزية)
- تشارلي باساريل على موقع الاتحاد الدولي لكرة المضرب (الإنجليزية)
- تشارلي باساريل على موقع كأس ديفيز (الإنجليزية)
- تشارلي باساريل على موقع قاعة مشاهير كرة المضرب الدولية (الإنجليزية)
- تشارلي باساريل على موقع أرشيف التنس.كوم (الإنجليزية)
- تشارلي باساريل على موقع بطولة ويمبلدون (الإنجليزية)
- تشارلي باساريل على موقع خلاصة التنس.كوم (الإنجليزية)